# 梅拉妮·克卢洛
梅拉妮·克卢洛（英語：Melanie Clewlow，1976年5月7日—），英国女子曲棍球运动员。她曾代表英格兰参加1998年和2006年英联邦运动会曲棍球比赛，获得一枚银牌和一枚铜牌。她也曾参加2000年和2008年夏季奥运会。